# Молат
Молат (хорв. Molat, італ. Melada) — острів в  Адріатичному морі, в центральній частині  Хорватії, на північний захід від міста Задар. На острові розташоване  однойменне селище.

Площа острова - 22,82 км ², населення - 207 чоловік (2001 р.). Найвища точка острова - пагорб Кніжак (148 м), довжина берегової лінії - 48 км. На південь від Молата знаходиться північний край острова Дугі-Оток, на південний схід розташовані острови Сеструнь та Зверінац, на північ від Молата лежить острів  Іст , відділений від Молата вузькою протокою Запунтель і, далі на північ, острови Сілба та Оліб.
Населення острова за даними перепису населення 2001 року становить 207 осіб, майже все зосереджено в трьох невеликих селищах - Молат, Бргуле і Запунтель. Населення зайняте сільським господарством, вівчарством, рибальством і туристичним сервісом. Молат зв'язаний регулярними поромними рейсами з Задаром.
Острів складений вапняковими породами, північно-східний берег низький, характеризується великою кількістю бухт і печер. Південно-західна сторона острова більш обривиста. Острів утворений двома вапняковими хребтами, що з'єднуються в північній частині острова і формують у південній частині велику бухту Бргуле. Велика частина Молата покрита молодими лісами і підліском.
В 1151  острів Молат став власністю Задарського бенедиктинського монастиря. З початку XV ст.  острів, як і все Адріатичне узбережжя перейшов під контроль  Венеції, яка віддала Молат в оренду кільком багатим задарським родам. З 1941 по 1943 на острові розташовувався італійський концентраційний табір.